# 牧の木戸
牧の木戸（まきのきど）は、千葉県印西市の町丁。現行行政地名は牧の木戸一丁目のみ。郵便番号270-1357。

## 地理
北は小倉、南東部は大塚、南西は木刈に隣接する。

## 世帯数と人口
2017年（平成29年）10月31日現在の世帯数と人口は以下の通りである。
| 丁目           | 世帯数  | 人口  |
| -------------- | ------- | ----- |
| 牧の木戸一丁目 | 114世帯 | 255人 |

## 小・中学校の学区
市立小・中学校に通う場合、学区は以下の通りとなる。
| 丁目           | 番地 | 小学校             | 中学校             |
| -------------- | ---- | ------------------ | ------------------ |
| 牧の木戸一丁目 | 全域 | 印西市立木刈小学校 | 印西市立木刈中学校 |

## 施設

### 一丁目
- 牧の木戸集会所

## 交通

### 鉄道
地内に鉄道は通っていない。中央南にある北総鉄道北総線の千葉ニュータウン中央駅が利用できる。

### 道路
- 都道府県道
  - 千葉県道189号千葉ニュータウン北環状線